# Дан жалости
Дан жалости је дан којим се обележава жалост заједнице поводом неког трагичног случаја, као што је смрт важне особе или несрећа са много жртава. Одлуку о обележавању дана жалости могу донети власти на свим нивоима: владе држава или федералних јединица, или локалне самоуправе. Обичај је да се на дан жалости заставе подижу на пола копља.

## У Србији
У Србији, проглашавање дана жалости је регулисано Законом о обележавању дана жалости. Одлуку доноси Влада Србије након тешких несрећа, смрти важног функционера или друге значајне особе, одређујући дан и дужину жалости, али не више од три дана.
Дан жалости се обележава спуштањем застава на пола копља, минутом ћутања у организацијама, предузећима и школама, прилагођавањем радио, телевизијских и сценских програма да буду прикладни жалосној прилици и штампањем новина и часописа са црно-белим насловним страницама.
Под истим условима, дан жалости могу прогласити и аутономна покрајина, град или општина, за територију јединице локалне самоуправе. Надлежна министарства спроводе надзор над спровођењем дана жалости. Лица и организације које прекрше одредбе закона могу бити кажњена новчаним казнама.

### Проглашени дани жалости
- 13. март 2003. — након убиства премијера Зорана Ђинђића (три дана).
- 15. август 2003. — због убиства српске деце на реци Бистрици у Гораждевцу[2]
- 21. март 2004. — због Мартовског погрома на Косову и Метохији.
- 20. април 2005. — поводом трагичне саобраћајне несреће код Жабаљског моста.
- 24. јануар 2006. - због превртања воза код Биоча (три дана).
- 17. јул 2009. — поводом саобраћајне несреће у Египту у којој је погинуло девет грађана Србије.[3]
- 5. септембар 2009. — поводом погибије седморо радника фабрике "Први партизан" у Ужицу.[4]
- 16. новембар 2009. — након смрти Патријарха српског Павла (Четири дана).
- 15. април 2010. — због авионске несреће у Смоленску.
- 10. април 2013. — због масакра у Великој Иванчи.
- 21. мај 2014. - због жртва мајских поплава (три дана).
- 8. август 2014. — у Суботици због убиства Тијане Јурић.
- 12. фебруар 2015. — због смрти шесторице радника из Србије у пожару на руском полуострву Јамал.
- 15. март 2015. — због пада хеликоптера који се догодио два дана раније, са седморо жртава, укључујући и бебу од пет дана (три дана у Новом Пазару, један дан на нивоу републике) .[5]
- 5. август 2015. — у знак сећања на жртве у операцији Олуја
- 23. март 2016. — у знак сећања на жртве терористичких напада у Бриселу [].
- 16. јун 2016. — у Београд због смрти глумца Милорада Мандића Манде ( Три Дана)
- 14. новембар 2020. — у Крагујевцу због смрти глумца Мирка Бабићa.[6]
- 20. новембар 2020. — након смрти Патријарха српског Иринеја (три дана).
- 21. фебруар 2021. — у Новом Саду на дан сахране Ђорђа Балашевића.
- 30. јун 2021. — у Ћуприји због смрти атлетичарке Вере Николић
- 27. јун 2022. — у Чачку, због четири настрадала младића у саобраћајној несрећи (два дана).[7]
- 5. мај 2023. — због вишеструког убиства у ООШ Владислав Рибникар у Београду (три дана).
- 27. септембар 2023. - због оружаног сукоба у Бањској.
- 18. јул 2024 у Лозници због убиства полицајца Николе Крсмановића
- 6. септембар 2024. — у Чачку поводом смрти рок певача Боре Ђорђевића
- 2. новембар 2024. - због погибије  шеснаесет особа приликом урушавања надстрешнице на железничкој станици у Новом Саду (3 дана у Новом Саду и Војводини, 1 дан на нивоу републике)
- 19. новембар 2024. — у Параћину због смрти трагично настрадале у  паду надстрешнице Ање Радоњић (3 дана)
- 22. новембар 2024. -у Јагодини, због смрти председника скупштине града, Драгана Марковића Палме (3 дана)
- 5. јануар 2025. - због вишеструког убиства на Цетињу у Црној Гори
- 22. јануар 2025. - због пожара у старачком дому у Барајеву
- 18. март 2025. - због пожара у дискотеци  у македонском граду Кочани
- 23. март 2025. - у Новом Саду због смрти Вукашина Црнчевића
- 24. март 2025. -у Зети , због дечака (4) који је пронађен у реци и преминуо је
- 2. мај 2025.-у Тополи, због тровања 4 особе у септичкој јами (3 дана)
- 14. јул 2025. - у Љубовији, поводом смрти младића током Дринске регате
- 22. јул 2025. - у Бајиној Башти, због двоструког убиства
- 12. август 2025. - у Лајковцу, поводом смрти фудбалера настрадалог приликом удара грома